# Stemma della Birmania

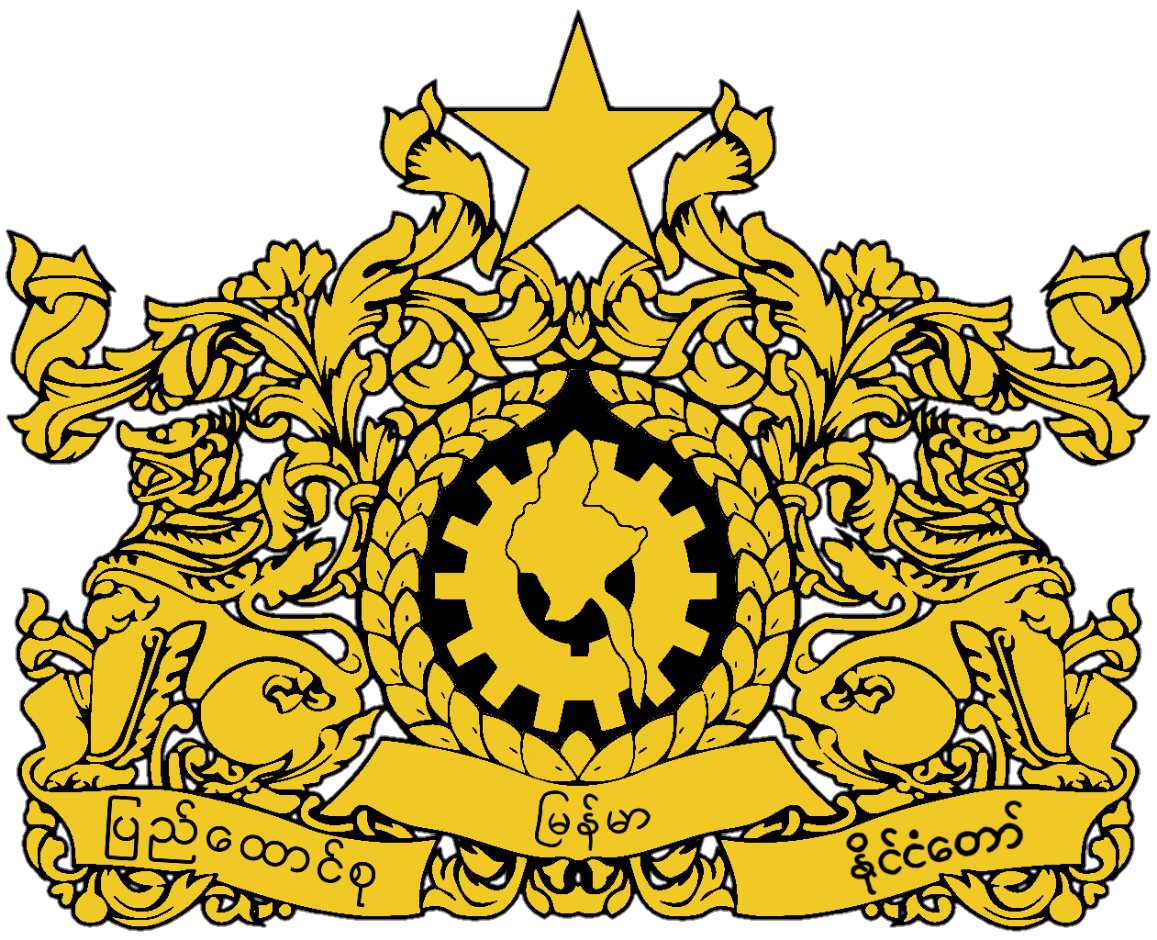
Stemma della Birmania fino al 2011

Lo stemma della Birmania (ပြည်ထောင်စုသမ္မတမြန်မာနိုင်ငံတော်အထိမ်းအမှတ်တံဆိပ် in lingua birmana) è il simbolo nazionale del Myanmar (Birmania) usato in tutti documenti ufficiali del governo, anche nelle pubblicazioni. Lo stemma ha due leoni posizionati uno di fronte all'altro, e al centro di essi c'è una mappa della Birmania situata in una ruota dentata. Lo stemma è cinta da un fiore birmano tradizionale con infine una stella in cima ad esso.
L'originale stemma conteneva la scritta ပြည်ထောင်စု သမတ-မြန်မာ နိုင်ငံတော်။, che significa "Il Presidente dell'Unione di Birmania". Conteneva tre leoni (due tuttora al loro posto ed uno oggi sostituito dalla stella). A differenza di quello attuale, la ruota dentata era un cerchio circondato dalle parole birmane သမဂ္ဂါနံ တပေါ သုခေါ. Comunque, durante il governo militare di Ne Win, lo stemma fu modificato e tutt'oggi contiene simboli socialisti come la stella,ma nel 2011 è stata rimossa la ruota dentata.

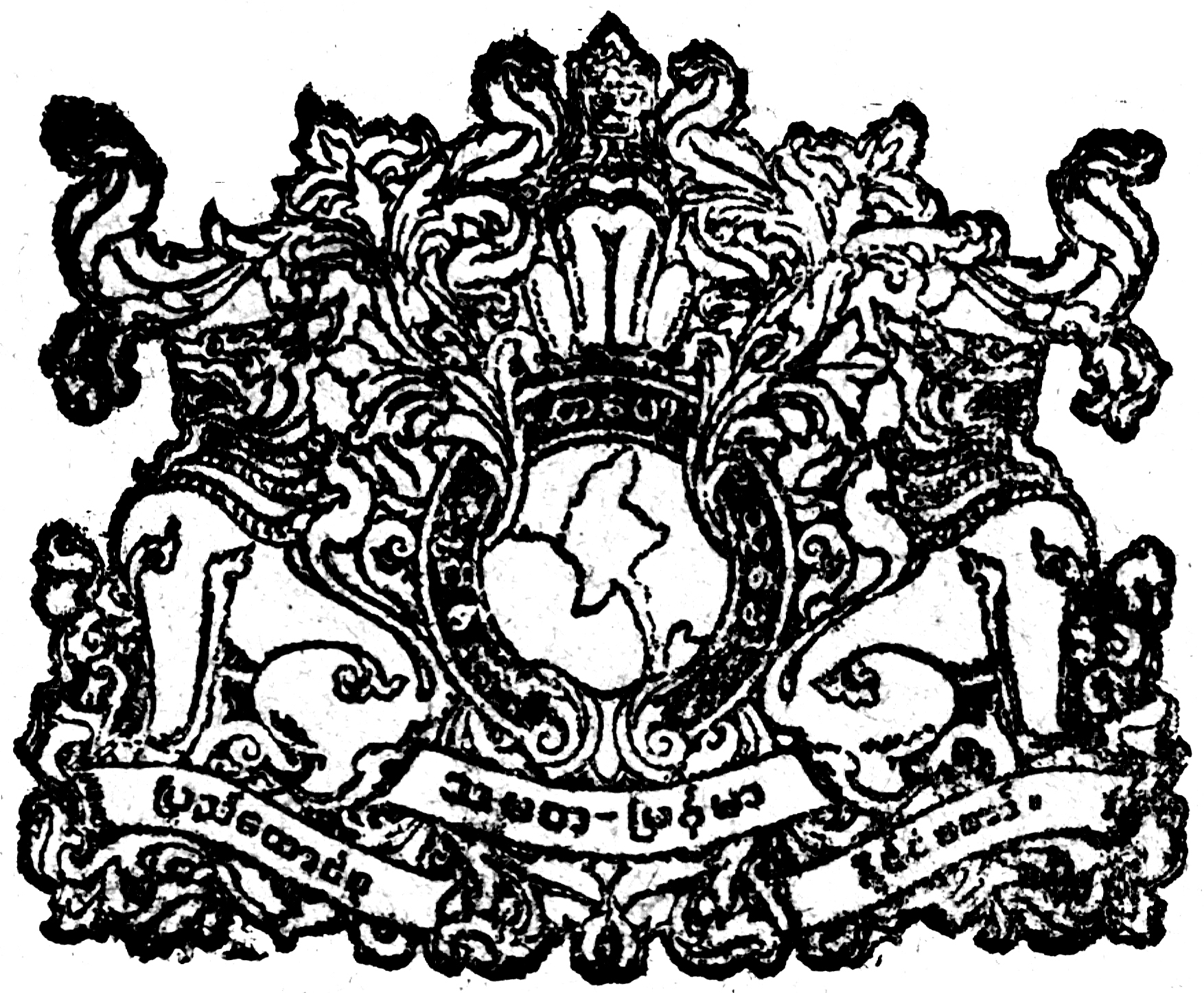
1948-1974

1974-1988